# Seria Franklin
Seria cărților Franklin, scrisă de Paulette Bourgeois și ilustrată de Brenda Clark s-a bucurat de succes mondial, făcând parte din categoria cărților educative pentru copii. 
Vândută în 65 de milioane de exemplare și tradusă în peste 30 de limbi, Colecția Franklin a fost lansată în România în anul 2017 de editura Katartis (www.katartis.ro), tradusă de Bianka Diana Galeș.
În fiecare poveste Franklin trece prin diverse încercări și învață să-și depășească temerile.
Țestoasa Franklin stă la baza unei serii de animații de televiziune, DVD-uri și filme de lungmetraj animate. 

Poveștile din colecția Franklin sunt recomandate copiilor între 4 și 8 ani.

## Titlurile apărute în limba română:
- Franklin merge la școală
- Franklin și sărbătoarea de Halloween
- Franklin și sceneta de la școală
- Franklin și cadoul de Crăciun
- Franklin și întunericul
- Franklin merge pe bicicletă
- Franklin cel dezordonat
- Franklin în excursie cu clasa
- Franklin l-a găsit, al lui să fie
- Franklin vrea un animăluț de companie
- Franklin și furtuna
- Franklin s-a rătăcit
- Franklin și minciunica lui
- Franklin, grăbește-te!
- Franklin și surioara lui mai mică
- Franklin are o zi nefericită
- Franklin și vecinii lui
- Franklin și noul lui prieten
- Franklin și Harriet

Colecția ACTIVITĂȚI:
- Numere
- Măsurători
- Matematica în povești: Adunarea
- Matematica în povești: Scăderea

www.katartis.ro